# 代夫亞蒂爾
50°12′40″N 23°29′27″E / 50.21111°N 23.49083°E
代夫亞蒂爾（羅馬化：Deviatyr）是烏克蘭西部的村莊，隸屬利維夫州的利維夫區。該村始建於1565年，面積6.24平方公里，海拔高度310米，2001年人口196，人口密度每平方公里31.41人。